# Kakching
Kakching là một thành phố và là nơi đặt hội đồng đô thị (municipal council) của quận Thoubal thuộc bang Manipur, Ấn Độ.

## Địa lý
Kakching có vị trí 24°29′B 93°59′Đ / 24,48°B 93,98°Đ Nó có độ cao trung bình là 776 mét (2545 feet).

## Nhân khẩu
Theo điều tra dân số năm 2001 của Ấn Độ, Kakching có dân số 28.746 người. Phái nam chiếm 49% tổng số dân và phái nữ chiếm 51%. Kakching có tỷ lệ 66% biết đọc biết viết, cao hơn tỷ lệ trung bình toàn quốc là 59,5%: tỷ lệ cho phái nam là 74%, và tỷ lệ cho phái nữ là 58%. Tại Kakching, 14% dân số nhỏ hơn 6 tuổi.